# Las Lajas, Chiapas
Las Lajas är en ort i Mexiko.   Den ligger i kommunen Huixtán och delstaten Chiapas, i den sydöstra delen av landet, 800 km öster om huvudstaden Mexico City. Las Lajas ligger 1 942 meter över havet och antalet invånare är 140.
Terrängen runt Las Lajas är huvudsakligen kuperad. Las Lajas ligger nere i en dal. Runt Las Lajas är det glesbefolkat, med 17 invånare per kvadratkilometer. I omgivningarna runt Las Lajas växer huvudsakligen savannskog.